# Marc Juni Silà (cònsol 109 aC)
Marc Juni Silà (en llatí Marcus Junius Silanus) va ser un magistrat romà que va ser cònsol l'any 109 aC amb Quint Cecili Metel Numídic. Formava part de la gens Júnia i portava el cognomen de Silà. Va ser pare de Dècim Juni Silà, cònsol l'any 62 aC.
Va lluitar en el seu consolat contra els cimbres a la Gàl·lia Transalpina, i va ser derrotat. Va ser acusat l'any 104 aC pel tribú de la plebs Gneu Domici Aenobarb, per haver injuriat a un amic hereditari de l'acusador, però va ser absolt, ja que de les 35 tribus, 33 van votar l'absolució i 2 en contra. Ciceró l'elogia com un bon orador.